# Moctezuma, Sonora
Moctezuma là một đô thị thuộc bang Sonora, México. Năm 2005, dân số của đô thị này là 4322 người.